# وينتورث

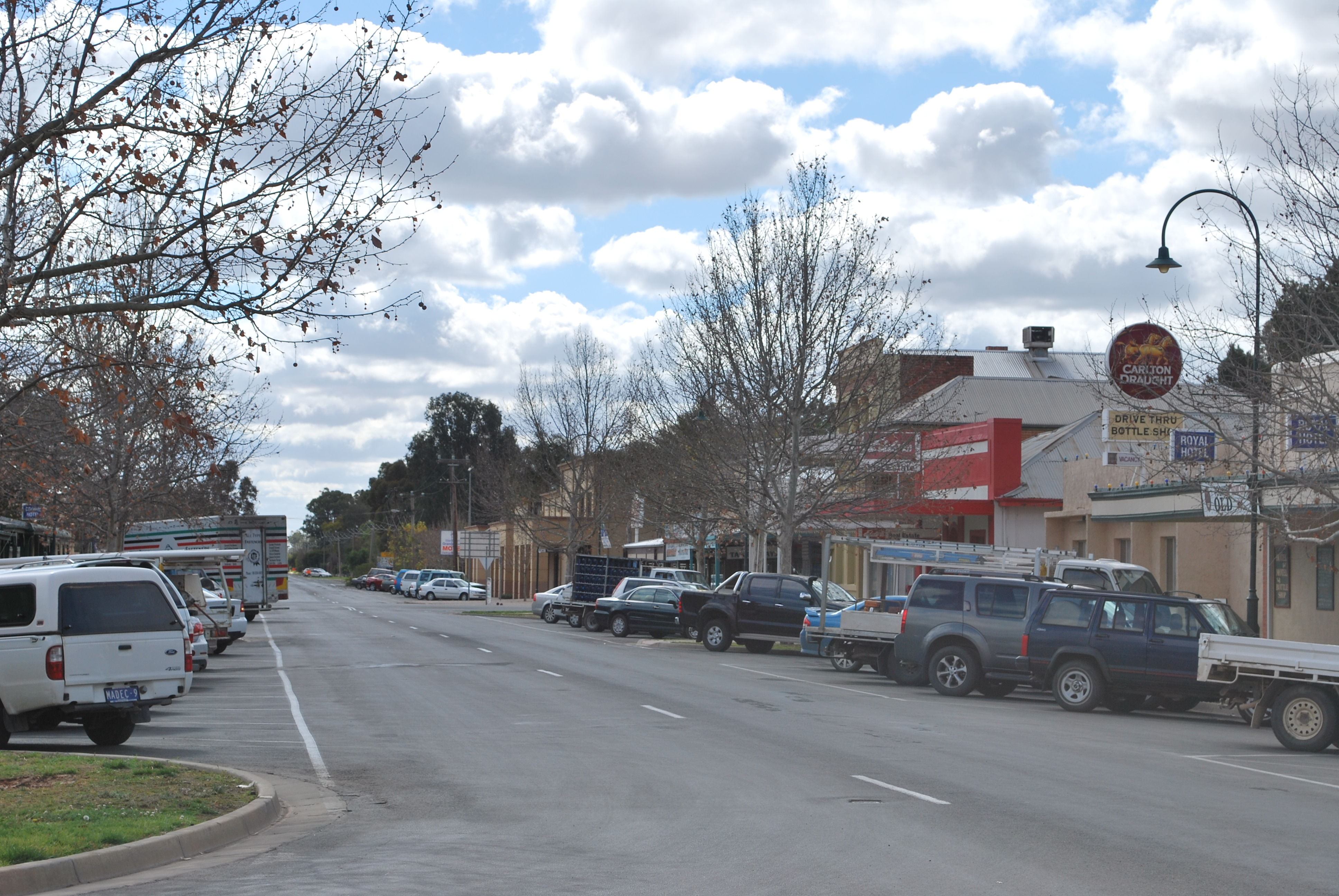
وينتورث

وينتورث بالإنجليزية (Wentworth), مدينة حدودية صغيرة في أقصى جنوب غرب نيوساوث ويلز, 
أستراليا, تقع عند التقاء النهرين لأكثر أهمية في أستراليا: نهر موراي ونهر دارلينج, وهذا الأخير يشكل الحدود مع ولاية فكتوريا جنوباً, عدد سكانها عام 2011 بلغ 1248 نسمة، ترتفع 37 متر عن مستوى سطح البحر، تبعد 1037 كم عن سيدني و570 كم من ملبورن.
المصدر:مترجم عن ويكيبيديا الإنجليزية